# Frank Willard
Frank Henry Willard (* 21. September 1893 in Anna, Illinois; † 12. Januar 1958 in Los Angeles, Kalifornien) war ein US-amerikanischer Comiczeichner und -autor. Bekannt wurde er als Schöpfer des Comicstrips Moon Mullins, der von 1923 bis 1991 erschien.

## Leben und Werk
Willard, der die Schule verlassen musste, veröffentlichte seine ersten Zeichnungen und Karikaturen im Jahr 1914 und erhielt zwei Jahre später eine feste Anstellung beim Chicago Herald, wo er für die Sonntagsseite zuerst Tom, Dick and Harry und später Mrs. Pippin's Husband sowie The Outta-Luck Club zeichnete. Auf Letzteren wurde Joseph Medill Patterson aufmerksam und beauftragte Willard mit der Erstellung einer Serie für die Zeitungen Chicago Tribune und New York Daily News. Am 19. Juni 1923 erschien der erste Moon Mullins-Strip, dem am 9. September desselben Jahres die erste Sonntagsseite folgte. Der Strip Moon Mullins, der sehr erfolgreich war, wurde von Willard bis zu seinem Tod im Januar 1958 gezeichnet und anschließend von seinem Assistenten Ferd Johnson fortgesetzt.